# Occult Proposal
Occult Proposal (オカルトプロポーズ?, Okaruto Puropōzu) è il primo singolo della rock band visual kei giapponese Vidoll. È stato pubblicato il 25 dicembre 2002 dalla label indie Matina in custodia jewel case trasparente senza il foglietto posteriore, così che è possibile vedere l'illustrazione sul CD anche quando la confezione è chiusa.
Si tratta della terza uscita discografica dei Vidoll dopo i due EP di debutto Face↑Pisaroto e Face↓Mayura, nonché del primo di una serie di tre singoli pubblicati dai Vidoll il giorno di Natale (gli altri due titoli sono Hitokiri no Kuri××su e Hiiragi no sō); per commemorare l'evento il disco è stato stampato in 1225 copie, in riferimento al giorno di Natale che nel modo giapponese di scrivere le date è indicato come 12/25.

## Tracce
Dopo il titolo è indicata fra parentesi "()" la grafia originale del titolo.
1. Marriage Blue ~12 gatsu 25 nichi kekkonshiki ni te...~[2] (マリッジブルー〜12月25日血痕死期にて・・・〜?) - 1:14 (Tero)
2. Occult Proposal (オカルトプロポーズ?) - 5:15 (Jui)

## Altre presenze
- Occult Proposal:
  - 28/04/2004 - Bijinkei
  - 12/12/2004 - Mukashi natsukashi ningyōshu ~Sono ichi~
  - 08/06/2005 - Mukashi natsukashi sōshūhen + Omake tsuki
  - 28/02/2007 - Proposal ~Sotsugyō kokuhaku~

## Formazione
- Jui - voce
- Ayano - chitarra
- Yukine - chitarra
- Rame - basso
- Tero - batteria, pianoforte